# 355 (фільм)
«355» (англ. 355) — американський шпигунський фільм, знятий Саймон Кінбергом за сценарієм Терези Ребек. У головних ролях: Джессіка Честейн, Пенелопа Круз, Фань Бінбін, Люпіта Ніонго, Діане Крюгер, Себастіан Стен, Едгар Рамірес.
Реліз фільму відбувся 7 січня 2022 року компанією Universal Pictures.

## Сюжет
5 жінок зі спецслужб 5 країн (США, Велика Британія, Колумбія, Німеччина, Китай) об'єдналися, щоб врятувати світ від третьої світової війни. Кодова назва їхньої нової команди "355".

## В ролях
| Актор               | Роль                           |
| ------------------- | ------------------------------ |
| Джессіка Честейн    | агент ЦРУ Мейсон Браун         |
| Лупіта Ніонго       | колишня союзниця MI6 Хадіджа   |
| Діана Крюгер        | німецький агент Марі           |
| Пенелопа Круз       | колумбійський психолог Клаудія |
| Фань Бінбін         | китайський агент Лін Мі Шен    |
| Себастіан Стен      | агент ЦРУ Нік                  |
| Едгар Рамірес       | колумбійський агент Луїс       |
| Еміліо Інсолера     | Джованні Лупо                  |
| Джейсон Вонг        | Стівенс                        |
| Джон Дуглас Томпсон | Ларрі Маркс                    |

## Виробництво
Зйомки почалися в липні 2019 року і проходили в Парижі, Марокко і Лондоні. У вересні 2019 року Еміліо Інсолера приєднався до акторського складу фільму.

## Випуск
Спочатку випуск фільму був запланований на 15 січня 2021 року, але був відкладений через пандемію коронавірусу на 14 січня 2022 року. Згодом прем'єру перенесли на 7 січня 2022 року.